# John Cofie
John Erzuah Cofie (* 21. Januar 1993 in Aboso, Ghana) ist ein ghanaisch-deutsch-englischer Fußballspieler. Er spielt im Sturm vorrangig als Mittelstürmer. Seit 2013 steht er beim FC Barnsley unter Vertrag.

## Karriere

### Verein
John Cofie begann seine Karriere in der Jugend des FC Burnley. Im November des Jahres 2007 wechselte der von vielen Spitzenklubs wie z. B. FC Liverpool gejagte Cofie in die Jugend von Manchester United und unterschrieb für sechs Jahre. In der Saison 2009/10 kam er schon im Alter von siebzehn Jahren, drei Monaten und acht Tagen unter Trainer Ole Gunnar Solskjær zum Debüt in der Premier Reserve League, als er im Auswärtsspiel gegen die Reserve seines Ex-Klubs FC Burnley (1:0) in der 63. Minute für Etzaz Hussain eingewechselt wurde. In der Saison 2010/11 kam er aufgrund einer langwierigen Knieverletzung größtenteils nicht zum Einsatz. Er kehrte erst zum Ende der Saison zurück und konnte dann am 24. Mai 2011 mit ManU den FA Youth Cup gewinnen. In der Hinrunde der Saison 2011/12 spielte er wieder in der Premier Reserve League, bevor er im Januar 2012 für ein halbes Jahr zum belgischen Zweitligisten Royal Antwerpen ausgeliehen wurde. Dort kam er schon am 14. Januar 2012, dem 20. Spieltag der Zweitligasaison, zu seinem Debüt im Profifußball. Cofie stand überraschend im Heimspiel gegen CS Visé (3:1) in der Startelf und bereitete das Tor zum 3:1-Endstand durch Kevin Oris vor. Sein erstes Tor im Profifußball erzielte er drei Spieltage später am 29. Januar 2012 im Auswärtsspiel gegen F.C.V. Dender E.H. (1:1). Am Ende der Saison kehrte er nach Manchester zurück. Im Juli 2012 wurde er für eine Spielzeit an den englischen Drittligisten Sheffield United ausgeliehen. Cofie kehrte jedoch schon im Januar 2013 nach Manchester zurück. Anfang Februar 2013 wurde Cofie für einen Monat an den Drittligisten Notts County verliehen. Dort kam er in sieben Partien zum Einsatz und erzielte ein Tor.

### Nationalmannschaft
Im Februar 2009 entschied sich der auch für ghanaische und deutsche Juniorennationalmannschaften spielberechtigte Cofie für die englische U-16. Im November 2010 kam er erstmals in der englischen U-18 zum Einsatz.

### Erfolge
- FA Youth Cup: 2011